# Гуазила
Гуазѝла (на италиански: guasila; на сардински: Guasiba, Гуазиба) е малко градче и община в Южна Италия, провинция Южна Сардиния, автономен регион и остров Сардиния. Разположено е на 210 m надморска височина. Населението на общината е 2794 души (към 2010 г.).